# Đỗ Danh Vượng
Đỗ Danh Vượng (sinh năm 1962) là một sĩ quan cao cấp trong Quân đội nhân dân Việt Nam, hàm Trung tướng, ông nguyên là Bí thư Đảng ủy, nguyên Chính ủy Bộ đội Biên phòng Việt Nam.

## Thân thế và binh nghiệp
Đỗ Danh Vượng sinh tại xã Bắc Hải, huyện Tiền Hải, tỉnh Thái Bình.
Trước năm 2010, ông là Phó Chính ủy Bộ Chỉ huy Bộ đội Biên phòng tỉnh Cao Bằng.
Năm 2010, ông được bổ nhiệm làm Chính ủy Bộ Chỉ huy Bộ đội Biên phòng tỉnh Cao Bằng.
Tháng 11 năm 2013, ông là Phó Chủ nhiệm Chính trị Bộ Tư lệnh Bộ đội Biên phòng.
Tháng 7 năm 2016, ông được bổ nhiệm giữ chức Phó Chính ủy Bộ Tư lệnh Bộ đội Biên phòng đồng thời được thăng quân hàm hàm Thiếu tướng.
Tháng 7 năm 2017, ông được bàn giao nhiệm vụ công tác chính trị từ Trung tướng Phạm Huy Tập nghỉ hưu theo Quyết định số 494/QĐ-TTg của Thủ tướng Chính phủ.
Tháng 8 năm 2017, ông là Bí thư Đảng ủy, Chính ủy Bộ Tư lệnh Bộ đội Biên phòng.
Ngày 14 tháng 7 năm 2020, ông được Chủ tịch nước Nguyễn Phú Trọng ký quyết định thăng quân hàm từ Thiếu tướng lên Trung tướng.
Ngày 06 tháng 8 năm 2020, tại Đại hội đại biểu Đảng bộ Bộ đội Biên phòng lần thứ XV nhiệm kỳ 2020 - 2025, ông trúng cử vào Ban chấp hành Đảng bộ Bộ đội Biên phòng và tái đắc cử Bí thư Đảng ủy Bộ đội Biên phòng nhiệm kỳ 2020 - 2025.
Năm 2022, ông nghỉ hưu.